# Milići
 Ovo je glavno značenje pojma Milići. Za naselje u općini Banovići, BiH pogledajte Milići (Banovići, BiH).
Milići (srp. Милићи), naziv naselja i istoimene općine na istoku Bosne i Hercegovine. 

## Zemljopis
Općina Milići nalazi se na magistralnom putu Sarajevo − Beograd. Zauzima središnji dio regije Birač, odnosno srednjeg Podrinja. Graniči s općinama Vlasenica, Zvornik, Bratunac, Srebrenica, Rogatica i Han-Pijesak.
Općina se proteže se na površini od 285 km² s nadmorskom visinom od 200 do 1500 metara. Najveći dio općine karakterizira umjerena kontinentalna klima. Spada u red srednje naseljenih općina s prosječnom naseljenošću oko 50 stanovnika/km². Najgušće je naseljeno samo općinsko sjedište Milići gdje živi skoro trećina ukupnoga stanovništva. 
Razvoj općine pratila je kontinuirano građena cestovna mreža prema svim dijelovima općine. Ovu cestovnu mrežu čini uglavnom lokalni i nekategorizirani makadamski putovi, koji u ovom trenutku po kakvoći ne zadovoljavaju standarde i potrebe stanovništva. Komunalna i ostala infrastruktura je također pratila razvoj općinskoga sjedišta i ostalih dijelova, ali je trenutačno podizgrađena, a u nekim dijelovima upropaštena. Stanovništvo je uglavnom zaposleno u rudarstvu, šumarstvu i industriji, komunalnim, trgovačkim, obrazovnim, zdravstvenim, kulturnim i državnim ustanovama na općinskom području.

## Stanovništvo

#### Milići (naseljeno mjesto), nacionalni sastav
| Milići             |                |                |               |
| godina popisa      | 1991.          | 1981.          | 1971.         |
| Srbi               | 2229 (92,33 %) | 1385 (89,58 %) | 468 (92,49 %) |
| Muslimani          | 107 (4,43 %)   | 43 (2,78 %)    | 7 (1,38 %)    |
| Hrvati             | 3 (0,12 %)     | 10 (0,64 %)    | 15 (2,96 %)   |
| Jugoslaveni        | 28 (1,15 %)    | 98 (6,33 %)    | 0             |
| ostali i nepoznato | 47 (1,94 %)    | 10 (0,64 %)    | 16 (3,16 %)   |
| ukupno             | 2414           | 1546           | 506           |

## Naseljena mjesta
Bačići, Bešići, Bijelo Polje, Bišina, Bukovica Donja, Bukovica Gornja, Buljevići, Derventa, Donje Vrsinje, Dubačko, Dubnica, Dukići, Đile, Đurđevići, Gerovi, Glušac, Golići, Gornje Vrsinje, Gunjaci, Jeremići, Kokanovići, Koprivno, Kostrača, Krajčinovići, Lukavica, Lukići, Maćesi, Milići, Mišići, Nova Kasaba, Nurići, Pavkovići, Podbirač, Podgora, Pomol, Rajići, Raševo, Raškovići, Ristijevići, Rovaši, Rupovo Brdo, Sebiočina, Skugrići, Supač, Štedra, Toljevići, Višnjica, Vitići, Vrtoče, Vukovići, Vukšići, Zabrđe, Zagrađe i Zaklopača.

## Povijest
Općina Milići postojala je od 1945. godine u sastavu kotara Vlasenice. Teritorijalnom reorganizacijom Socijalističke Republike Bosne i Hercegovine, općina je ukinuta 1962. godine, da bi nakon izrade studije ekonomske opravdanosti, bila ponovno formirana 1993. godine. O životu na ovom prostoru svjedoče izrazito brojni stećci kojih ima na skoro cijelom području općine. Iznad sela Gerovi postoje ostaci grada-tvrđave koju je sredinom 15. stoljeća, po predanju izgradila Jerina (Irina), srpska despotica grčkoga podrijetla iz porodice Kantakuzena, žena despota Đurađa Brankovića. Turski putopisci Evlija Ćelebija opisuje ove prostore u periodu turske okupacije oko 1460. godine. Prespavavši u Novoj Kasabi, Ćelebija je zapisao: "To je divna i krasna kasaba na jednom dolovitom, prostranom i močvarnom terenu s bašćama i vinogradima. Ima oko 170 kuća koje su u dobrom stanju".
(E. Ćelebija, Putopis, V. Masleša, Sarajevo 1979. godine). U istoj knjizi Ćelebija spominje i grad Kušlat koji je poznat u srednjem vijeku od 1345. godine, a njegovo podgrađe Podkušlat spominje se od 1369.godine. Općinsko sjedište Milići intenzivan razvoj doživjelo je u posljednjih tridesetak godina, prvobitno kao rudarsko naselje, a zatim i kao gradić.

## Gospodarstvo
Općina obiluje rudnim i šumskim bogatstvima, pašnjacima i livadama, obradivim zemljištem i riječnim potencijalom. Privreda općine bazirana je na eksploataciji i preradbi prirodnih bogatstava.

## Šport
- FK Milići

## Vanjske poveznice
- Općina Milići